# Evtanazija
Evtanazija (grško εὐθανασία euthanasía, sestavljena iz εὔ eu – dober in θάνατος thánatos – smrt) je povzročitev ali pospešitev smrti, da bi se trpečemu in neozdravljivemu bolniku odpravilo trpljenje. Države imajo na področju evtanazije različna stališča in zakonodajo. Tudi kategorizirana je na različne načine, npr. kot aktivna, opustitvena in pasivna.

## Zgodovina
Skovanko naj bi v pomenu dobre oziroma lahke smrti med prvimi uporabil Francis Bacon v 16. stoletju. Kasneje je postala sinonim za usmrtitev brez bolečin. Pod evtanazijo danes razumemo prakso namernega končanja posameznikovega življenja, da bi se končalo njegovo trpljenje zaradi trajne ogrozitve kakovosti njegovega življenja, bolezni, okvare ali duševnega bolezenskega stanja. V tem kontekstu zato nekateri govorijo o »evtanaziji iz usmiljenja«.
Organizirano gibanje za legalizacijo evtanazije se je začelo v Angliji leta 1935, ko je Charles Killick Millard ustanovil Prostovoljno društvo za legalizacijo evtanazije (kasneje imenovano Društvo za evtanazijo). Predlog zakona je bil v lordski zbornici leta 1936 zavrnjen, ponovno tudi kasneje 1950. Podobno gibanje je bilo v ZDA ustanovljeno 1938.
Oregon je 1997 postal prva država v ZDA, ki je dekriminalizirala samomor s pomočjo zdravnika, prvi državi, ki pa sta jo legalizirali, sta bili Nizozemska leta 2001 in Belgija leto kasneje. V Južni Koreji je vrhovno sodišče 2009 odobrilo prošnjo družine o odtegnitvi vzdrževanja življenja možgansko mrtve sorodnice.
V času nacistične Nemčije je evtanazija dobila poseben razmah v okviru t. i. programa Aktion T4. Pri tem je šlo za množične poboje z neprostovoljno oz. prisilno evtanazijo. Določeni nacistični zdravniki so tako ubijali ljudi, za katere se je zdelo, da so neozdravljivo bolni, kakor tudi fizično ali psihično prizadete ljudi, pri čemer tudi otroci niso bili izključeni. Razlogi za takšna dejanja so bili mdr. evgenika, rasna higiena in prihranek denarja v medicini. V letih 1939–45 se ocenjuje, da je bilo tako ubitih 275–300 tisoč ljudi.
V Evropi je bila Nizozemska prva država, ki je legalizirala evtanazijo, in sicer leta 2001. Sledile so ji Belgija (2002), Luksemburg (2009) in Španija (2021), pomoč pri samomoru pa je dovoljena tudi v dveh kantonih v Švici in v Albaniji.
Leta 2021 je španski parlament z 202 glasovi za in 141 proti izglasoval zakon, ki dovoljuje tako evtanazijo kot asistiran samomor, pri čemer pa je zakon postavil ostre kriterije, kot so neozdravljiva ali kronična bolezen. Psihične bolezni so izključene. Prosilec mora imeti špansko državljanstvo ali dovoljenje za bivanje v Španiji, prošnja mora biti pisno podana dvakrat s petnajstimi dnevi razlike. Ob tem se dopušča, da zdravnik pomoč pri izvedbi zavrne z ugovorom vesti. Prav tako pa more prošnjo odobriti posebna zdravniška komisija.
Kot je leta 2015 poročal BBC, je poleg že omenjenih držav evtanazija dovoljena tudi v Kanadi in Kolumbiji.
Ob vprašanju evtanazije tudi v Sloveniji poteka burna razprava. Zadnja pobuda za legalizacijo evtanazije je prišla s strani akademika Janka Pleterskega.

## Vrste evtanazije

### Pasivna in aktivna evtanazija
O pasivni evtanaziji lahko govorimo, kadar gre za opustitev oziroma za prekinitev zdravljenja bolnika, pri čemer je treba upoštevati, da zdravljenje samo podaljšuje bolnikovo življenje. Največkrat gre za primere, kjer bi nadaljnjo zdravljenje bolniku povzročalo agonijo in trpljenje brez možnosti ozdravitve. Temu podobna je opustitev nege, kjer gre lahko med drugim za prekinitev hranjenja bolnika, ki je v vegetativnem stanju. Prav tako gre lahko za zdravniško pospešitev smrti, kjer zdravnik z vse večjimi odmerki bolniku lajša bolečine, vedoč, da se približuje smrtni dozi. V slednjem primeru gre za terapijo z dvojnim učinkom: terapija ima želeni učinek lajšanja bolečine in neželeni učinek skrajševanja življenja. Jože Trontelj in Matjaž Zwitter poudarjata, da gre pri pasivni evtanaziji za zelo različne prakse oz. ravnanja, zato predlagata, da se je temu izrazu v izogib zavajanju bolje izogniti. Po njunih besedah pasivna evtanazija v resnici ne obstaja.
Po drugi strani gre pri aktivni evtanaziji za »neposredno prekinitev življenja neozdravljivo bolnega človeka, ki je izvedena s strani zdravnika iz usmiljenja z nebolečimi sredstvi na željo pacienta ali njegovih svojcev (prostovoljna). Aktivno pomeni, da je izvedena s konkretnim dejanjem, npr. z injiciranjem smrtonosnega sredstva. Neposredno pomeni, da je storjeno z namenom končati življenje oz. pospešiti smrt neke osebe.«

### Prostovoljna in neprostovoljna evtanazija
Prostovoljna evtanazija se nanaša na usmrtitev na zahtevo bolnika, največkrat na smrt bolnega. »Prostovoljna evtanazija pomeni, da se jasno izrazi s strani pacienta oz. v primeru, kadar ni mogoče pridobiti njegove izjave, s strani njegovih zakonitih zastopnikov, da želi pacient končati svoje življenje. Izjavo je mogoče napisati že v naprej (vnaprejšnja volja) ali pa jo je mogoče izraziti v neposrednem procesu odločanja o zdravljenju.« Usmrtitev človeka, ki ni več zmožen odločati sam o sebi in svojem zdravljenju, je neprostovoljna evtanazija. V to kategorijo se uvrščajo tudi usmrtitve novorojenčkov, dojenčkov, otrok, duševno bolnih in ljudi drugih skupin, ki se o smrti ne morejo odločati samostojno.

### Prisilna evtanazija
O prisilni evtanaziji govorimo, ko gre za usmrtitev bolnika, ki je sicer sposoben odločati sam o sebi, vendar se usmrtitev zgodi proti njegovi volji in željam. V ta kontekst sodijo dejanja iz koncentracijskih taborišč iz časa druge svetovne vojne pod totalitarnimi sistemi oblasti.

### Samomor z zdravniško pomočjo
Samomor z zdravniško pomočjo se razlikuje od evtanazije, ker pri evtanaziji smrtonosno dejanje izvrši zdravnik sam, medtem ko pri asistiranem samomoru »zdravnik predpiše smrtonosno sredstvo, ki posamezniku omogoči, da z njim sam prekine življenje.« Pri asistiranem samomoru pacient sam stori smrtonosno dejanje in si sam vzame življenje.

## Aktualna razprava o evtanaziji
Glej tudi: Verski pogledi na evtanazijo
Razprava okoli evtanazije je vedno večplastna in zadeva različne vidike človekovega in družbenega življenja. Na eni strani imamo zagovornike, ki se zagovarjajo človekovo svobodo, da lahko v primeru smrtne bolezni posameznik sam odloči končati svoje življenje. Na ta način bi se najprej prenehala ilegalna evtanazija in bi odločanje ob koncu življenja potekalo transparentneje. Nekateri navajajo tudi ekonomski argument, saj bi prišlo do prihrankov v zdravstveni blagajni. Sprostila bi se tudi mesta v domovih za starejše in v bolnišnicah. Nasprotniki evtanazije vztrajajo najprej pri nedotakljivi vrednosti človekovega življenja od spočetja do njegovega naravnega konca. Trdijo, da bi uzakonitev evtanazije in dejstvo, da bi jo zdravnik omogočil pacientu, pomenilo (lahko zgolj posreden) pritisk na bolnika, ki bi se čutil dolžnega izbrati smrt, da ne bi bil v breme svojcem in ne bi izčrpaval zdravstvene blagajne, saj je zdravljenje kroničnih in podobnih bolezni večkrat tudi izredno drago. Prav tako nasprotniki evtanazije zahtevajo, da se namesto govora o evtanaziji posveča več pozornosti paliativni oskrbi takšnih bolnikov in ustanavljanju hospicev, ki so primarno namenjeni spremljanju ljudi v zadnjem obdobju življenja.

### Stališče Katoliške cerkve do evtanazije
Katoliško stališče izhaja iz pojmovanja o nedotakljivosti človeškega življenja kot ene »najbolj temeljnih in najbolj univerzalnih moralnih zahtev,« hkrati pa želje, da trpeči oz. umirajoči ne bi doživljali hudega pritiska okolja, ki bi od njih zahtevalo smrt, da bi razbremenili svojce in družbo. Zavzema se za varovanje slehernega človeškega življenja in celovito zdravstveno oskrbo, ki bi bolnikom olajšala trpljenje v čim večji možni meri. Trpljenje sicer ne zmanjšuje vrednosti ali dostojanstva človeškega življenja. Tako Cerkev spodbuja ustanovitev hospicev in poudarja pomen novih pristopov v paliativni oskrbi:
»Neprekinjenost oskrbe je del trajne odgovornosti za ocenjevanje potreb bolne osebe: potrebe po oskrbi, lajšanje bolečin ter čustvene in duhovne potrebe. Kot kažejo številne klinične izkušnje, je paliativna medicina dragocen in ključen instrument oskrbe bolnikov v najbolj bolečih, mučnih, kroničnih in končnih fazah bolezni. Paliativna oskrba je verodostojen izraz človekove in krščanske dejavnosti oskrbe, oprijemljiv simbol sočutnega "ostajanja" ob strani trpeče osebe.«
Obenem Cerkev razlikuje med odtegnitvijo ali zavrnitvijo izrednih oblik zdravljenja in aktivno evtanazijo. Preudarna zavrnitev invazivnih metod zdravljenja, ki povrhu ne obetajo bistvenega izboljšanja bolnikovega položaja, je po nauku Cerkve na primer povsem sprejemljiva. Podobno sta sprejemljiva tudi odklopitev od naprave za ohranjanje življenjskih funkcij, ko uspešnega okrevanja ni več smiselno pričakovati, in terapija z dvojnim učinkom , na primer povečanje odmerkov analgetika, ki lahko vodi v smrt. Pri takšni terapiji je neposredni namen lajšanje bolečine in ne povzročitev smrti, ki je v tem primeru posredni ali stranski učinek zdravljenja. Nauk se opira na svetopisemsko poročilo, da je Bog ustvaril človeka in mu dal življenje. V tej logiki človek nima oblasti nad svojim življenjem, niti da bi si sam dal življenje, niti da bi si ga sam odvzel. Zato je evtanazija kot oblika končanja človekovega življenja za Cerkev nesprejemljiva. Katekizem se do nje opredeli sledeče:
Naj bodo nagibi in sredstva kakršnikoli, direktna evtanazija obstaja v tem, da napravi konec življenja prizadetih, bolnih ali umirajočih oseb. Moralno je nesprejemljiva. Dejanje ali opustitev, ki samo po sebi ali v nameri povzroči smrt, da bi zatrlo bolečino, je torej umor, ki je v hudem nasprotju s človekovim dostojanstvom in s spoštovanjem živega Boga, njegovega Stvarnika. Zmota v presoji, v katero je mogoče zabresti v dobri veri, ne spremeni narave tega morilskega dejanja, ki ga je vedno treba obsoditi in izključiti. (KKC 2277)